# Маурер, Губерт
Гу́берт Ма́урер (нем. Hubert Maurer, 1738, Рёттген — 10 декабря 1818, Вена) — австрийский академический живописец и график.

## Жизнь и творчество
Губерт Маурер родился 10 июня 1738 года в Рёттгене (район Бонна).
Вначале Маурер учился живописи в Баварии, у придворного художника Иоганна Георга Винтера. В 1762 году он продолжил своё обучение в венской Академии изящных искусств. Здесь он попадает в класс безумного художника Франца Мессершмидта (1769—1770), пытавшегося во время припадка мании преследования Маурера убить. 
В 1772—1776 годах входит в первую группу молодых немецких живописцев, получивших учебную стипендия для поездки в Италию. В Риме Маурер знакомится с художником Антоном Менгсом. С 1785 Г.Маурер сначала член, затем советник, и впоследствии (в течение 32 лет) — профессор венской Академии искусств, бывшей тогда наиболее уважаемым учебным заведением Европы в области искусств. Темой лекций Г.Маурера в стенах Академии было преимущественно искусство итальянского Возрождения.
В стилевом отношении полотна Маурера отражают эпоху позднего барокко и раннего классицизма.
Среди многочисленных учеников Н.Маурера следует назвать таких мастеров кисти, как Фердинанд Георг Вальдмюллер, Карл Русс, Иоганн Баптист фон Лампи, Мориц Даффингер, Вильгельм Август Ридер, Йозеф Редль Младший, Фридрих фон Амерлинг, Иоганн Михаэль Заттлер и Петер Фенди.

## Галерея

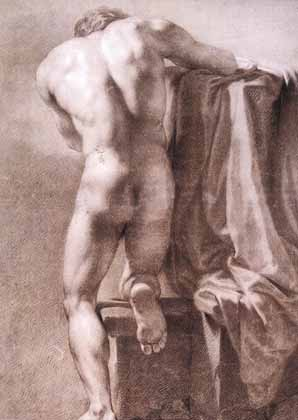
Обнажённый торс со спины
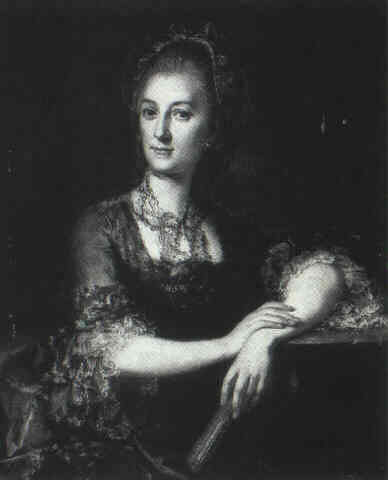
Портрет элегантной дамы
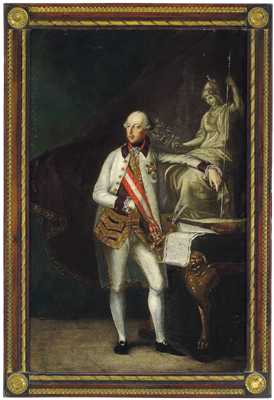
Портрет императора Йозефа II
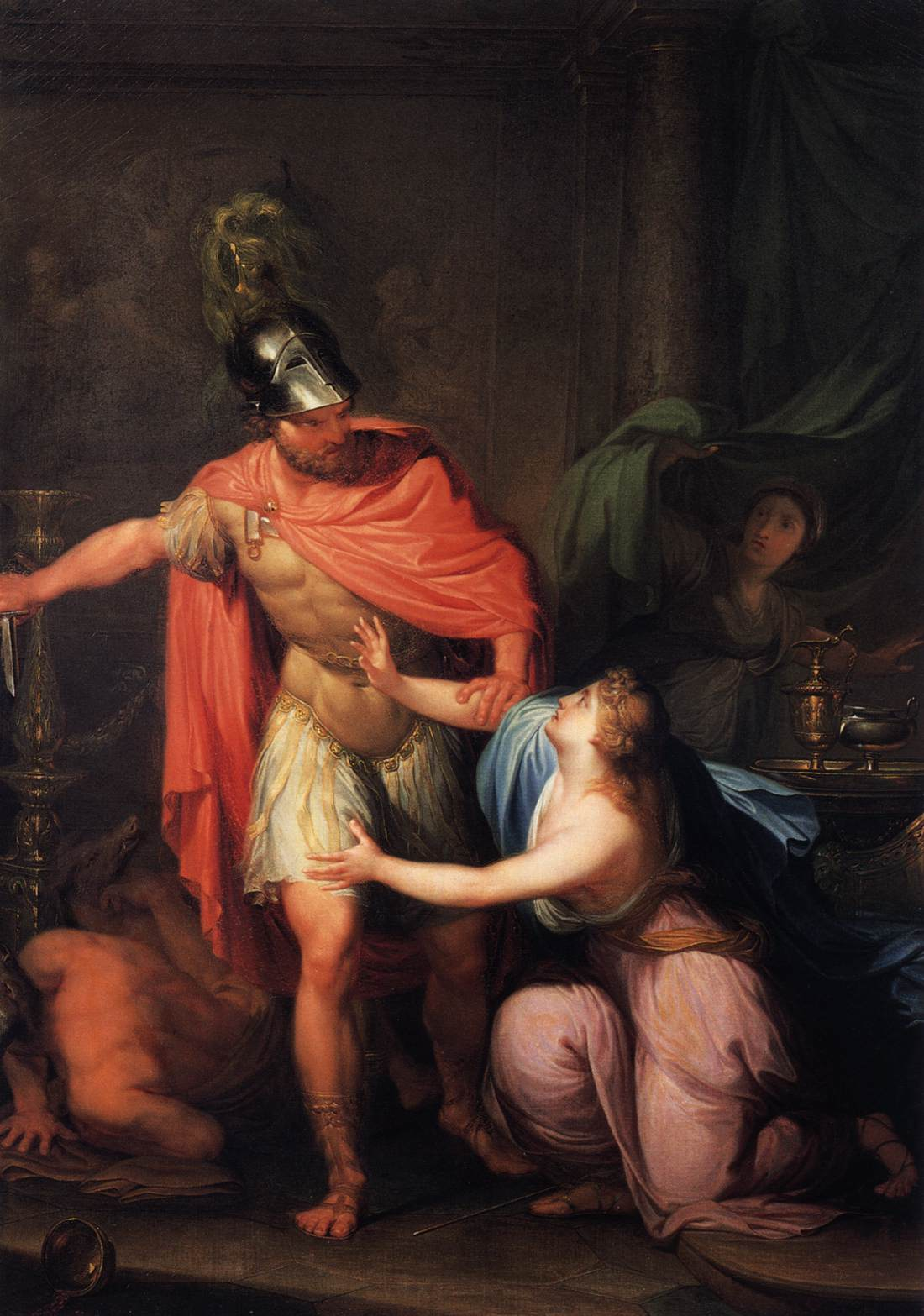
Цирцея и Одиссей
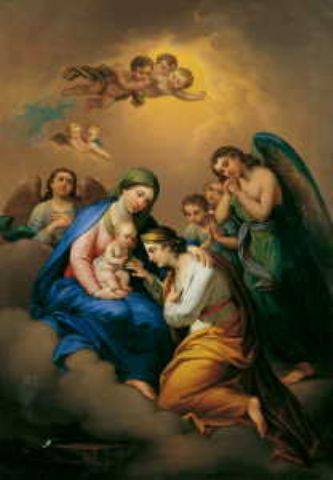
Мистическое обручение св. Екатерины
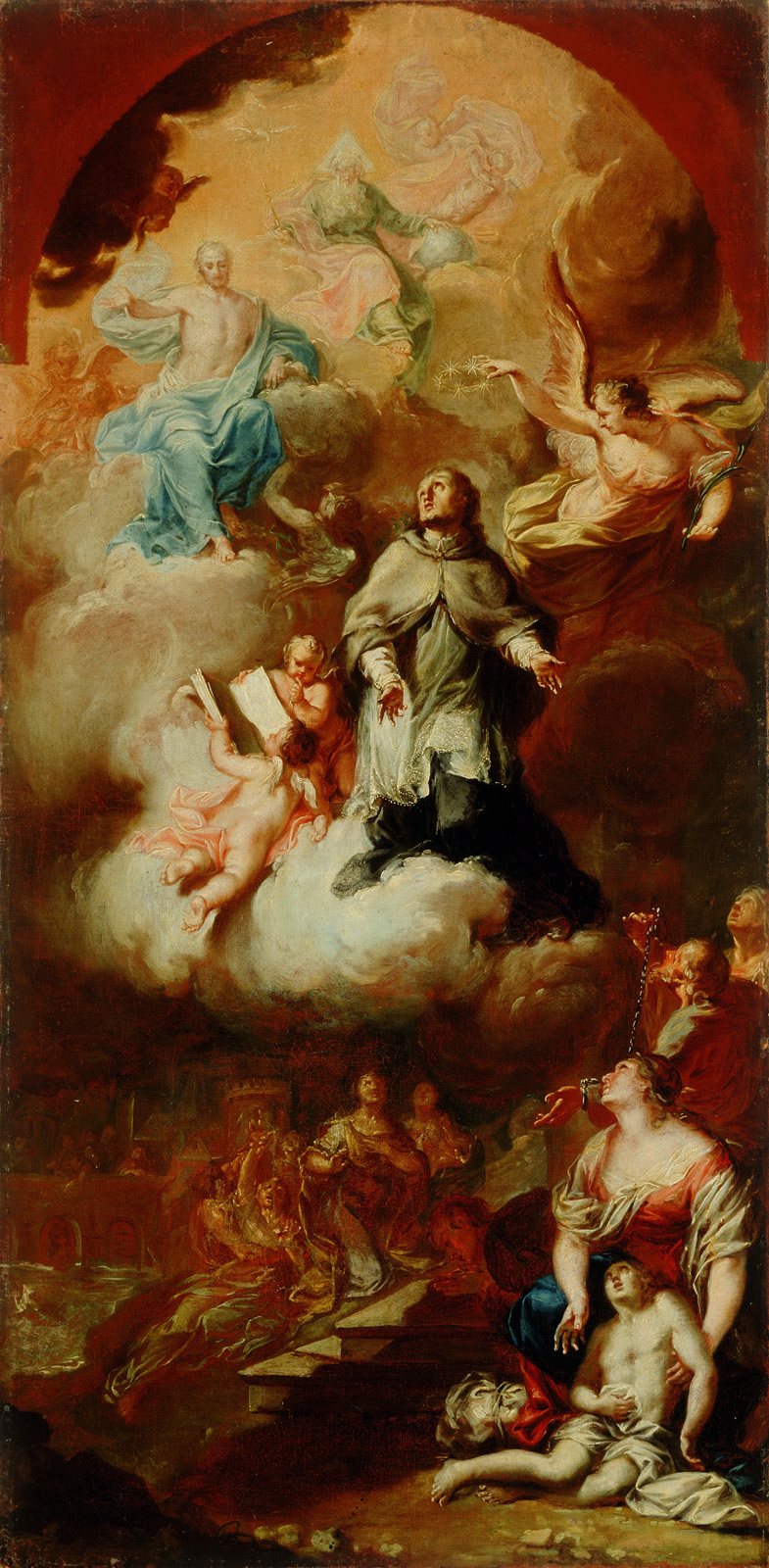
Йоганн Непомук